# Luis Pedro Sánchez Moreno
Luis Pedro Horacio Sánchez Moreno (1927-8 de noviembre de 1989) fue un militar argentino, perteneciente a la Armada, que alcanzó el rango de contraalmirante. Se desempeñó como Comandante Naval del Área Fluvial, Director de Instrucción Naval y embajador en Perú durante la dictadura autodenominada Proceso de Reorganización Nacional.

## Biografía
Ingresó a la Escuela Naval Militar en 1944, egresando en 1948 con el rango de guardiamarina. Fueron sus compañeros de promoción Jorge Isaac Anaya y Carlos Castro Madero.
En 1963 fue comandante del ARA Chiriguano. Fue agregado naval en Chile a comienzos de los años 1970. Entre 1970 y 1971 fue comandante del destructor ARA Rosales (D-22).
En enero de 1976 fue nombrado Comandante Naval del Área Fluvial con asiento en Zárate (provincia de Buenos Aires). Tras el golpe de Estado del 24 de marzo de 1976, se instaló un centro clandestino de detención en las instalaciones de la Prefectura de Zárate. Se ha indicado que el mismo funcionó bajo responsabilidad de Sánchez Moreno.
Entre enero de 1977 y enero de 1979 estuvo a cargo de la Dirección de Instrucción Naval. Dicha dirección era responsable mediata de la Escuela de Mecánica de la Armada (ESMA) y de la Escuela de Suboficiales de Infantería de Marina (ESIM), donde también operaron centros clandestinos de detención.
En julio de 1979, Jorge Rafael Videla lo nombró embajador en Perú. Se mantuvo en el cargo hasta el final de la dictadura, el 9 de diciembre de 1983. Durante el cargo, en 1980 realizó gestiones y comunicaciones con el gobierno peruano encabezado por Pedro Richter Prada y la Cancillería Argentina tras conocerse las actividades de la contraofensiva de Montoneros en Perú. La prensa peruana de ese entonces denunció una coordinación entre Leopoldo Galtieri y el gobierno del Perú para el secuestro de Federico Frías, Noemí Gianetti de Molfino, Julio César Ramírez y María Inés Raverta (militantes de Montoneros que habían arribado a territorio peruano), con participación del embajador Sánchez Moreno.
Ya en situación de retiro, fue nombrado embajador en Perú por decreto S n.º 1605 del 5 de julio de 1979 del presidente de facto Jorge Rafael Videla.
Durante la Guerra de las Malvinas, en mayo de 1982 se presentaron ante la embajada argentina en Lima los exgobernadores peronistas exiliados Oscar Bidegain y Ricardo Obregón Cano ofreciéndose para combatir. Sánchez Moreno no les permitió el ingreso a la misión diplomática e ignoró los pedidos.
En el fin de la dictadura, presentó su renuncia al cargo de embajador, la cual fue aceptada el 9 de diciembre de 1983, por resolución n.º 1614 del ministro de Relaciones Exteriores Juan Ramón Aguirre Lanari.
Años después, fue beneficiado con la Ley de Punto Final de 1986. Falleció el 8 de noviemnbre de 1989.

## Condecoraciones
- España: Gran Cruz del Mérito Naval con distintivo blanco (1978).[17]